# 苏联共产党 (1992年)
苏联共产党（俄语：Коммунистическая Партия Советского Союза，Kommunisticheskaya Partiya Sovetskogo Soyuza）是活动于俄罗斯和其他后苏联国家的一个共产主义政党。该党成立于1992年，创始人是谢尔盖·斯克沃尔佐夫。该党自视为苏联共产党的继承者。该党的意识形态是共产主义、马克思列宁主义。该党的政治立场是极左翼。该党出版报纸《人民报》。
1992年7月4日，该党在莫斯科附近的小镇普希金诺召开“苏共二十九大”，开除总书记戈尔巴乔夫的党籍，选举了新的领导集体，从而“延续”了苏联共产党。